# 스코빌 척도

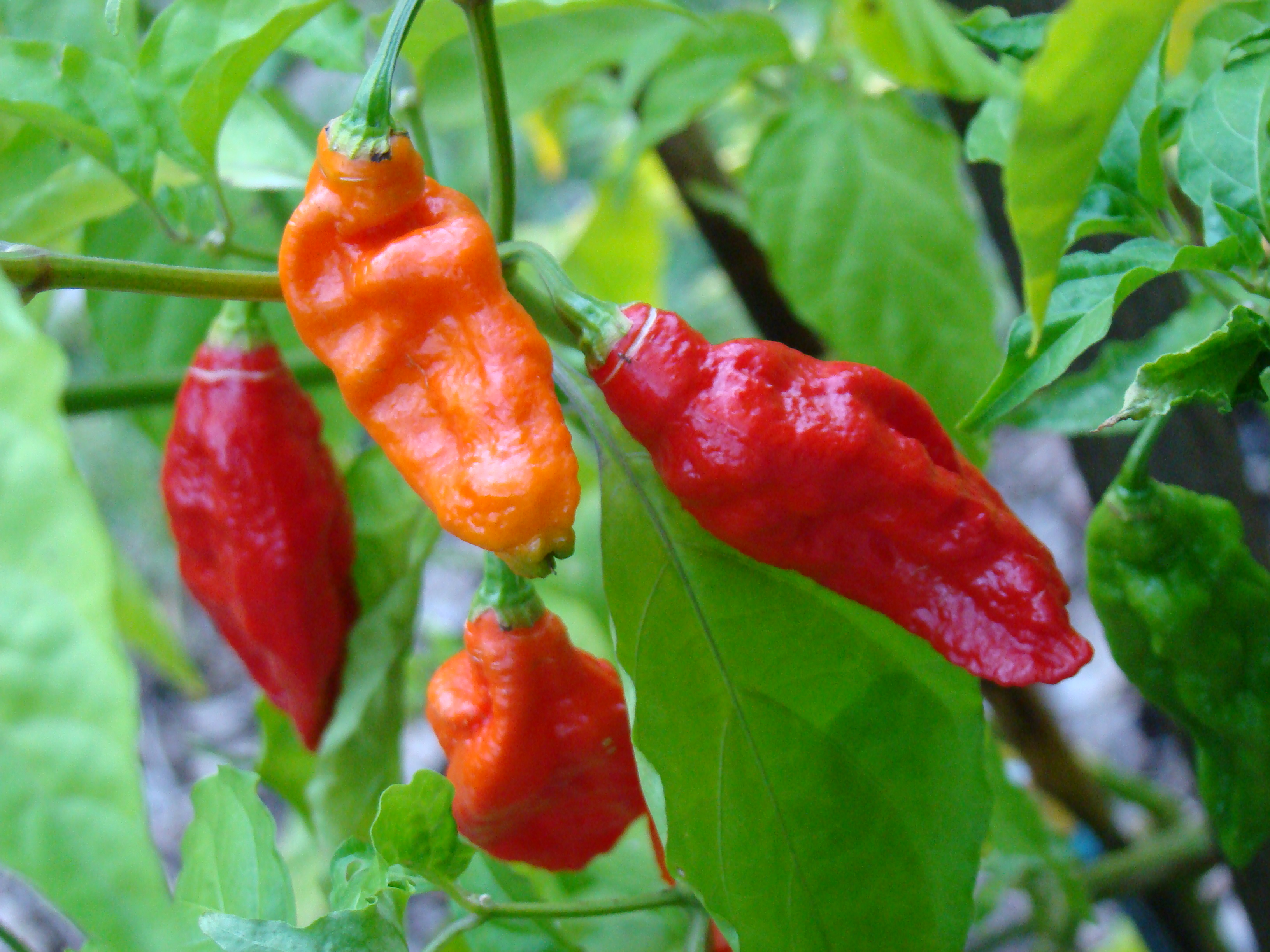
부트 졸로키아, 스코빌 매움 단위 100만을 기록했다.

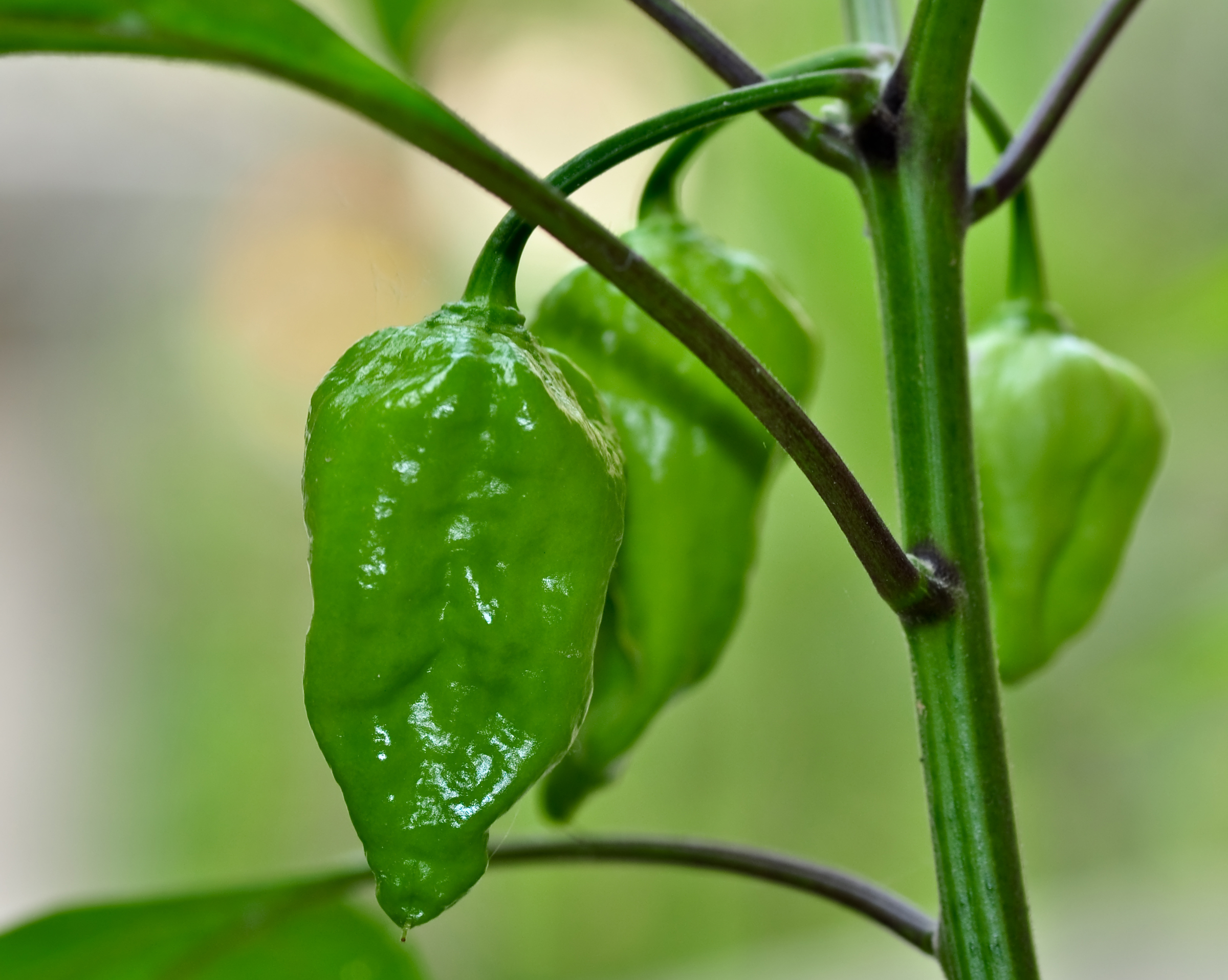
나가 모리치, 스코빌 매움 단위 159만 8227을 기록했다.

스코빌 척도(Scoville scale)은 고추의 매운 정도를 나타내어 준다. 고추에 포함된 캡사이신의 농도를 스코빌 매움 단위(Scoville Heat Unit, SHU)로 계량화하여 표시한다.
대안이 되는 방식인 고성능 액체 크로마토그래피(HPLC)를 사용하면 캡사이신의 농도를 분석적으로 양적 측정을 할 수 있다.

## 역사
1912년, 미국의 화학자 윌버 스코빌(Wilbur Scoville)이 최초로 개발했으며, 어떤 고추가 매운지를 판단할 수 있는 기준을 설정하기 위하여 작성하였다. 최초 개발시에는 사람이 직접 테스트를 하였다. 단고추와 같이 캡사이신이 없는 고추가 0이고, 그 외에는 물에 고추 추출물을 희석하여, 다섯 명 정도의 인원이 매운 맛을 느낄 수 없을 때까지 희석했을 때의 비율로 그 값을 정하였다.
2008년, 영국 옥스퍼드 대학교의 리차드 콤프톤 연구팀이 탄소 나노튜브를 이용하여 보다 저렴하고 간단하게 캡사이신의 농도를 측정할 수 있는 방법을 개발하여 특허를 출원하였다.

## 예시

### 고추속 종류
| 스코빌 매움 단위 | 가지과 고추속 종류 |
| ---------------- | --- |
| 85.5만 ~ 318만   | 페퍼 X, 용의 숨결, 캐롤라이나 리퍼, 코모도 드래곤, 트리니다드 모루가 스콜피온, 나가 바이퍼 고추, 인피니티 칠리, 나가 모리치, 부트 졸로키아, 트리니다드 스코피언 부치 티, 베드퍼드셔 슈퍼 나가, 스패니시 나가 칠리 |
| 35만 ~ 58만      | 레드 사비나 고추 |
| 10만 ~ 35만      | 하바네로고추, 스코치보닛고추, 대틸 고추, 털고추, 매덤 자넷, 페루비안 화이트 아바네로, 자메이칸 고추, 파탈리 위리 위리, 새눈고추                                                                                   |
| 5만 ~ 10만       | 말라구에타 고추, 칠테핀 고추, 피리 피리, 삐낀 고추, 라부요고추, 캡시쿰 아파치 |
| 3만 ~ 5만        | 군터 칠리, 카옌고추, 베리고추, 타바스코고추, 중국고추 |
| 1만 ~ 3만        | 바야다지 칠리, 세라노고추, 피터 고추, 아르볼고추, 알레포고추, 청양고추, 페페론치노 |
| 3.5천 ~ 1만      | 미라솔고추(또는 과히요고추), 프레즈노고추, 할라페뇨고추, 왁스 (예시. 헝가리왁스고추) |
| 1천 ~ 3.5천      | 뉴 멕시코 칠리, 빠시야, 페퍼듀, 포블라노고추(또는 안초고추), 뽀블레노 베르데, 로코틸코 고추, 에스플레트고추 |
| 1백 ~ 1천        | 바나나고추, 쿠바넬레, 파프리카, 피멘토 |
| 0                | 단고추 |

### 순수 화학 물질

캡사이신 분자 구조

| 스코빌 매움 단위 | 화학 물질                            | 각주          |
| ---------------- | ------------------------------------ | ------------- |
| 160억            | 레시니페라톡신                       | [ 31 ]        |
| 53억             | 티냐톡신                             | [ 32 ]        |
| 1500만 ~ 1600만  | 캡사이신, 디하이드로캡사이신         | [ 33 ] [ 34 ] |
| 920만            | 노니바마이드                         | [ 33 ]        |
| 910만            | 노르디하이드로캡사이신               | [ 33 ] [ 34 ] |
| 860만            | 호모캡사이신, 호모디하이드로캡사이신 | [ 33 ]        |
| 16만             | 쇼가올                               | [ 35 ]        |
| 10만 ~ 20만      | 피페린                               | [ 36 ]        |
| 6만              | 진저롤                               | [ 35 ]        |
| 1.6만            | 캡시노이드                           |               |

## 같이 보기
- 고추
- 고추장